# DDR-Eishockeymeisterschaft 1965/66
Die DDR-Eishockeymeisterschaft 1965/66 bedeutete mit dem ersten Titelgewinn des SC Dynamo Berlin den Schlusspunkt einer 15 Jahre andauernden Erfolgsserie des Serienmeisters von der  SG Dynamo Weißwasser. Am Kräfteverhältnis in der Oberliga änderte sich wenig, trennte die beiden Dynamo-Mannschaften in den letzten drei Spielzeiten jeweils nur ein einziger Punkt voneinander. Der ASK Vorwärts Crimmitschau festigte mit seinem vierten Bronzerang in Folge seine Position als dritte Kraft in der Oberliga.
Zugunsten einer angestrebten Leistungssteigerung wurde in dieser Saison wieder zum alten Modus von Vor- und Finalrunde zurückgekehrt. Als Neuerung waren dabei die drei Erstplatzierten vom Vorjahr bereits für die Endrunde gesetzt, während die übrigen Oberliga-Teams zuvor den vierten Startplatz ausspielten. Den drei Mannschaften aus Berlin, Weißwasser und Crimmitschau brachte diese Maßnahme einen anspruchsvolleren und vor allem verkürzten Spielplan, wodurch wiederum die DDR-Auswahlspieler – bis auf wenige Ausnahmen auf diese drei Teams konzentriert – der Nationalmannschaft in ihrer Vorbereitung auf die jährlichen Saisonhöhepunkte länger zur Verfügung standen.
Mit dem Wegfall der Liga war die Gruppenliga erstmals die zweithöchste Spielklasse im DDR-Eishockey und konnte mit insgesamt 29 Meldungen einen neuen Teilnahmerekord verzeichnen. Den Gesamtsieg sicherte sich die ASG Vorwärts Crimmitschau, die – für die künftigen Spielzeiten unerreicht – auch in der Relegation die Oberhand behalten sollte.

## Meistermannschaft
| SC Dynamo Berlin | Dieter Pürschel – Wolfgang Plotka, Willi Kopatz, Rainer Habermann, Dieter Voigt, Joachim Ziesche, Hartmut Nickel, Bernd Karrenbauer, Wilfried Rohrbach, Peter Prusa, Wilfried Stupka, Gerhard Klügel, Heinrich Hackel, Werner Künstler, Bernd Hiller, Jürgen Schmutzler, Horst Schläger |

## Oberliga

### Vorrunde
| Pl. | Verein             | Sp. | S  | U | N  | Tore    | Punkte |
| --- | ------------------ | --- | -- | - | -- | ------- | ------ |
| 1.  | TSC Berlin         | 16  | 16 | 0 | 0  | 108:022 | 32:0   |
| 2.  | SC Empor Rostock   | 16  | 11 | 1 | 4  | 102:055 | 23:09  |
| 3.  | SC Turbine Erfurt  | 16  | 6  | 3 | 7  | 081:074 | 15:17  |
| 4.  | SC Einheit Dresden | 16  | 3  | 0 | 13 | 042:119 | 06:16  |
| 5.  | SC Karl-Marx-Stadt | 16  | 1  | 2 | 13 | 060:123 | 04:28  |

|  | Für die Finalrunde qualifiziert |
|  | Abstiegsrunde                   |

### Finalrunde
Ergebnisse
- SG Dynamo Weißwasser - SC Dynamo Berlin 3-1
- ASK Vorwärts Crimmitschau - Berliner TSC 5-2
- SG Dynamo Weißwasser - Berliner TSC 1-1
- ASK Vorwärts Crimmitschau - SC Dynamo Berlin 3-0
- ASK Vorwärts Crimmitschau - SG Dynamo Weißwasser 6-5
- SC Dynamo Berlin - Berliner TSC 7-0
- SG Dynamo Weißwasser - Berliner TSC 6-0
- ASK Vorwärts Crimmitschau - SC Dynamo Berlin 11-2
- SG Dynamo Weißwasser - ASK Vorwärts Crimmitschau 3-2
- SC Dynamo Berlin - Berliner TSC 7-4
- ASK Vorwärts Crimmitschau - Berliner TSC 9-2
- SC Dynamo Berlin - SG Dynamo Weißwasser 4-2
- SG Dynamo Weißwasser - Berliner TSC 3-2
- SC Dynamo Berlin - ASK Vorwärts Crimmitschau 3-1
- SC Dynamo Berlin - SG Dynamo Weißwasser 0-5
- Berliner TSC - ASK Vorwärts Crimmitschau 7-3
- SG Dynamo Weißwasser - ASK Vorwärts Crimmitschau 5-1
- SC Dynamo Berlin - Berliner TSC 6-0
- SG Dynamo Weißwasser - ASK Vorwärts Crimmitschau 5-4
- SC Dynamo Berlin - Berliner TSC 5-1
- SC Dynamo Berlin - ASK Vorwärts Crimmitschau 7-3
- SG Dynamo Weißwasser - Berliner TSC 8-1
- ASK Vorwärts Crimmitschau - Berliner TSC 3-0
- SG Dynamo Weißwasser - SC Dynamo Berlin 1-2 (1-1,0-1,0-0)

| Pl. | Verein                    | Sp. | S | U | N  | Tore  | Punkte |
| --- | ------------------------- | --- | - | - | -- | ----- | ------ |
| 1.  | SC Dynamo Berlin          | 12  | 9 | – | 3  | 53:25 | 18:06  |
| 2.  | SG Dynamo Weißwasser (M)  | 12  | 8 | 1 | 3  | 47:24 | 17:07  |
| 3.  | ASK Vorwärts Crimmitschau | 12  | 5 | – | 7  | 42:50 | 10:14  |
| 4.  | TSC Berlin                | 12  | 1 | 1 | 10 | 20:63 | 03:21  |

### Abstiegsrunde
Ergebnisse
- SC Turbine Erfurt - SC Empor Rostock 7-6
- SC Karl-Marx Stadt - SC Einheit Dresden 12-1
- SC Turbine Erfurt - SC Einheit Dresden 15-2
- SC Karl-Marx Stadt - SC Empor Rostock 6-8
- SC Karl-Marx Stadt - SC Turbine Erfurt 1-5
- SC Empor Rostock - SC Einheit Dresden 11-2
- SC Turbine Erfurt - SC Empor Rostock 5-7
- SC Karl-Marx Stadt - SC Einheit Dresden 11-2
- SC Empor Rostock - SC Karl-Marx Stadt 1-0 [forfait]
- SC Turbine Erfurt - SC Einheit Dresden 9-2
- SC Empor Rostock - SC Einheit Dresden 19-3
- SC Turbine Erfurt - SC Karl-Marx Stadt 4-0
- SC Einheit Dresden - SC Karl-Marx Stadt 1-6
- SC Turbine Erfurt - SC Empor Rostock 4-3
- SC Empor Rostock - SC Karl-Marx Stadt 3-4
- SC Turbine Erfurt - SC Einheit Dresden 18-2
- SC Karl-Marx Stadt - SC Turbine Erfurt 4-3
- SC Empor Rostock - SC Einheit Dresden 17-1
- SC Empor Rostock - SC Turbine Erfurt 3-1
- SC Karl-Marx Stadt - SC Einheit Dresden 11-3
- SC Empor Rostock - SC Karl-Marx Stadt 3-0
- SC Turbine Erfurt - SC Einheit Dresden 9-6
- SC Empor Rostock - SC Einheit Dresden 13-2
- SC Karl-Marx Stadt - SC Turbine Erfurt 10-3

| Pl. | Verein             | Sp. | S | U | N  | Tore   | Punkte |
| --- | ------------------ | --- | - | - | -- | ------ | ------ |
| 5.  | SC Empor Rostock   | 12  | 9 | – | 3  | 94:035 | 18:06  |
| 6.  | SC Turbine Erfurt  | 12  | 8 | – | 4  | 83:046 | 16:08  |
| 7.  | SC Karl-Marx-Stadt | 12  | 7 | – | 5  | 65:038 | 14:10  |
| 8.  | SC Einheit Dresden | 12  | – | – | 12 | 28:151 | 00:24  |

|     | DDR-Meister                              |
|     | Relegation gegen Meister der Gruppenliga |
| (M) | Titelverteidiger                         |

## Relegation (Oberliga – Gruppenliga)
| SC Einheit Dresden | – | ASG Vorwärts Crimmitschau | 6:10 |
| (Oberliga-Letzter) |   | (Meister der Gruppenliga) |      |

Obwohl sich die ASG Vorwärts Crimmitschau mit diesem Sieg das Recht auf einen Oberliga-Startplatz erkämpfte, zog sie anschließend in die Gruppenliga zurück. Der unterlegene SC Einheit Dresden verblieb somit in der obersten Spielklasse.

## Gruppenliga

### Gruppenliga-Meisterschaft
|  | – | ASG Vorwärts Crimmitschau | ?? |
|  |   |                           |    |

Die ASG Vorwärts Crimmitschau vertrat damit die Gruppenliga in der Relegation gegen den Letztplatzierten der Oberliga.
|                   | – |                           |  |
| (Sieger Staffel?) |   | (Sieger Staffel?)         |  |
|                   | – | ASG Vorwärts Crimmitschau |  |
| (Sieger Staffel?) |   | (Sieger Staffel Süd)      |  |

### Vorrunde – Staffel Nord
| Pl. | Verein                       | Sp. | S  | U | N | Tore   | Punkte |
| --- | ---------------------------- | --- | -- | - | - | ------ | ------ |
| 1.  | BSG Chemie Leuna (A)         | 10  | 10 | – | – | 104:13 | 20:0   |
| 2.  | BSG Chemie Leuna II          | 10  | 6  | 1 | 3 | 036:49 | 13:07  |
| 3.  | HSG Wissenschaft KMU Leipzig | 10  | 4  | 1 | 5 | 039:38 | 09:11  |
| 4.  | SG Dynamo Schierke           | 10  | 4  | 1 | 5 | 016:33 | 09:11  |
| 5.  | BSG Einheit Ballenstedt      | 10  | 3  | 1 | 6 | 010:36 | 07:13  |
| 6.  | WSG Rudolf Harbig Dessau (N) | 10  | 1  | – | 9 | 011:47 | 02:18  |

### Vorrunde – Staffel West
| Pl. | Verein                   | Sp. | S | U | N | Tore  | Punkte |
| --- | ------------------------ | --- | - | - | - | ----- | ------ |
| 1.  | ASG Vorwärts Oberhof     | 4   | 3 | – | 1 | 27:07 | 06:02  |
| 2.  | BSG Stahl Brotterode     | 2   | 2 | – | – | 24:05 | 04:0   |
| 3.  | BSG Motor Weimar         | 4   | 2 | – | 2 | 12:25 | 04:04  |
| 4.  | BSG Lokomotive Meiningen | 1   | – | – | 1 | 02:11 | 00:02  |
| 5.  | BSG Empor Ilmenau        | 3   | – | – | 3 | 08:25 | 00:06  |

Tabelle möglicherweise unvollständig.

### Vorrunde – Staffel Ost
| Pl. | Verein                         | Sp. | S | U | N | Tore  | Punkte |
| --- | ------------------------------ | --- | - | - | - | ----- | ------ |
| 1.  | SG Boxberg                     | 5   | 5 | – | – | 51:04 | 10:0   |
| 2.  | SG Dynamo Malchin (A)          | 5   | 3 | 1 | 1 | 33:19 | 07:03  |
| 3.  | BSG Aktivist Knappenrode-Lohsa | 5   | 2 | 1 | 2 | 25:23 | 05:05  |
| 4.  | BSG Motor Bad Muskau (N)       | 5   | 2 | – | 3 | 26:23 | 04:06  |
| 5.  | BSG Traktor Groß Düben         | 5   | 2 | – | 3 | 18:33 | 04:06  |
| 6.  | BSG Stahl Eisenhüttenstadt     | 5   | – | – | 5 | 11:62 | 00:10  |

Die ESG Zittau II musste aufgrund des Rückzugs der ersten Mannschaft die Gruppenliga verlassen.
| Pl. | Verein                  | Sp. | S | U | N | Tore  | Punkte |
| --- | ----------------------- | --- | - | - | - | ----- | ------ |
| 1.  | ESG Zittau (A)          | 3   | 3 | – | – | 27:03 | 06:0   |
| 2.  | SG Drespo Dresden       | 3   | 2 | – | 1 | 27:09 | 04:02  |
| 3.  | BSG Einheit Geising (N) | 3   | 1 | – | 2 | 08:19 | 02:04  |
| 4.  | BSG Einheit Görlitz     | 3   | – | – | 3 | 02:33 | 00:06  |

Es ist nicht bekannt, welcher der Gruppensieger Gesamtsieger der Staffel Ost wurde.

### Vorrunde – Staffel Süd
| Pl. | Verein                               | Sp. | S | U | N | Tore  | Punkte |
| --- | ------------------------------------ | --- | - | - | - | ----- | ------ |
| 1.  | BSG Aufbau Schönheide                | 3   | 3 | – | – | 24:03 | 06:0   |
| 2.  | BSG Traktor Eibenstock               | 1   | – | – | 1 | 03:07 | 00:02  |
| 3.  | BSG Traktor Oberwiesenthal (N)       | 1   | – | – | 1 | 00:03 | 00:02  |
| 4.  | BSG Vater Jahn Annaberg-Buchholz (N) | 1   | – | – | 1 | 00:14 | 00:02  |

Tabelle möglicherweise unvollständig.
| Pl. | Verein                          | Sp. | S | U | N | Tore  | Punkte |
| --- | ------------------------------- | --- | - | - | - | ----- | ------ |
| 1.  | ASG Vorwärts Crimmitschau       | 3   | 2 | 1 | – | 49:06 | 05:01  |
| 2.  | SG Dynamo Klingenthal           | 4   | 2 | 1 | 1 | 36:26 | 05:03  |
| 3.  | TSG Muldental Wilkau-Haßlau (N) | 1   | – | – | 1 | 05:12 | 00:02  |
| 4.  | BSG Fortschritt Lichtenstein    | 2   | – | – | 2 | 01:47 | 00:04  |

Tabelle möglicherweise unvollständig.
|     | Für die Gruppenliga-Meisterschaft qualifiziert |
| (A) | Liga-Absteiger                                 |
| (N) | Neuling                                        |

Die ASG Vorwärts Crimmitschau gewann das Duell der Gruppensieger um den Sieg in der Staffel Süd.

## Qualifikation zur Gruppenliga 1966/67
Es sind keine Aufstiegsspiele bekannt.
Für das neue Spieljahr wurde in der Gruppenliga eine eigene Staffel für die norddeutschen Mannschaften eingerichtet, wodurch gleich drei Vertreter aus dem Bezirk Neubrandenburg aufsteigen durften. Insgesamt meldeten folgende Bezirksligisten für kommende Saison in die Gruppenliga:
- BSG Traktor Dargun (Bez. Neubrandenburg)
- BSG Einheit Teterow (Bez. Neubrandenburg)
- BSG Traktor Schönbeck (Bez. Neubrandenburg)
- BSG Stahl Rietschen (Bez. Cottbus)
- SG Dynamo Zittau (Bez. Dresden)
- BSG Einheit Niesky (Bez. Dresden)
- BSG Einheit Oberhof (Bez. Suhl)